# Tommaso Chieffi
Tommaso Chieffi (Anversa, 20 dicembre 1961) è un velista italiano.
È un velista professionista in attività. È stato insignito del Collare d'Oro del CONI per Merito Sportivo. Si è laureato in Giurisprudenza presso l'Università di Pisa con una tesi sul "Rapporto di lavoro nel Diritto Sportivo".

## Biografia
Tommaso Chieffi è cresciuto a Carrara dove si avvicina ancora bambino allo sport della vela presso il Club Nautico Marina Carrara. A 15 anni entra con il fratello Enrico nei gruppi giovanili della Federazione Italiana Vela con la classe 470, a 17 è in alta specializzazione, a 18 manca di un soffio la qualificazione per le Olimpiadi di Mosca. È due volte vincitore del trofeo l’Equipe classe 470 anni 1982/1983, dato al velista meglio classificato a livello mondiale nelle rispettive classi olimpiche.
Nel 1984 partecipa alle Olimpiadi di Los Angeles, sempre classe 470 in equipaggio con il fratello Enrico, dove si classificherà al quinto posto dopo aver vinto nel 1981 il campionato europeo della classe. Nell'85, anno successivo alle Olimpiadi, si aggiudicherà il titolo mondiale nelle acque di casa a Marina di Carrara.
Tommaso Chieffi nel 1985 inizia la carriera professionistica come timoniere del Team Italia con il quale partecipa alla Louis Vuitton Cup di Fremantle, regata di selezione per la ventiseiesima edizione dell'America's Cup iniziando a fare della massima regata un ambito professionale prioritario.
Queste le sue partecipazioni in America's Cup:
- 1987 Freemantle, timoniere di Italia.
- 1992 San Diego, vincitore Louis Vuitton Cup, tattico \ stratega Il Moro di Venezia, responsabile dell’equipaggio.
- 2003 Auckland, finalista LVC tattico \ stratega Oracle Bmw racing, responsabile programma meteo.
- 2005 Valencia, tattico a Valencia del team +39 Challenge.
- 2006/2007 Valencia, timoniere e poi tattico e sport director del team Shosholoza.

Vincitore della Volvo Ocean Race 2005/06 come tattico inshore di Abn Amro 1
29 volte Campione del mondo in diverse classi:
- Classe olimpica 470 nel ‘85
- International America’s Cup Class nel 91, “Il Moro di Venezia”
- Swan World Cup ‘92 “Eurosia”
- Ims nel ’94, “AST”
- Campionato del mondo a squadre Admiral’s Cup ’95, “Breeze”
- Swan World Cup 96 “Eurosia”
- Campionato del mondo a squadre Sardinia Cup nel ‘98 e 2000
- Ims nel ’99, “Winterthur Yah Man”
- Maxi class nel ‘97, ‘98, ‘99 “Sayonara”
- Maxi class nel 2003, “Idea”
- Swan World Cup 2004 “Solenia”
- M30 nel 2007, “Matrix”
- X-35 nel 2008, “l’irascibile”
- Mini maxi 2010 Ran
- Orc 2012 Enfant Terrible
- Swan Cup 2012 Bronenosec
- Mini maxi 2012 Bronenosec
- ORC 2013 Hurakan
- X-35 Giochelotta
- Swan 60 2013/14/15 Bronenosec
- 2015 Mini maxi Super Nikka
- 2016 Mini maxi  My Song
- 2019 Campionato mondiale ORC, Xio
- 2024 8 Metri S.I., Vision (Neptune Trophy e Sira Cup)

Altri risultati a livello internazionale
- Bronzo al Mondiale Juniores 470 del ‘79
- Bronzo al Mondiale classe 470 del ‘81
- Bronzo all' Europeo classe 470 del '85
- Due volte secondo alla Maxi Yacht Rolex Cup, nel ’90 e ’91(Moro di Venezia maxi)
- Secondo alla Three Quarter Ton Cup ‘93
- Secondo al Mondiale Farr 40 del 2019
- Secondo al Mondiale 8m S.I. del 2022-23
- Secondo alla Maxi Yacht Rolex Cup del 2022

6 volte Campione d’Europa
- Classe olimpica 470 nel ‘81
- Mumm 36 nel ’96, Mumm’ a mia
- Mumm 30 nel 2000, Seven
- X35 nel 2009 Sberessa
- ORC nel 2010, Man
- ORC nel 2023, Blue Sky

13 Campionati italiani
- 470 nel 79’, 80’, 82’
- J24 nel ‘82
- Altura nel ‘85, ‘94, ‘97, ‘98, ‘99, ‘04
- Mumm 30 nel 2000
- Mumm 30 nel 2005
- X 35 nel 2010

- Argento ai Giochi del Mediterraneo ‘83
- ORC nel 2024, Blue Sky